# Союз евангельских христиан-баптистов Беларуси
Союз евангельских христиан-баптистов в Беларуси (Союз ЕХБ Беларуси; бел. Саюз евангельскіх хрысціян-баптыстаў) — союз церквей, придерживающихся баптистского вероучения, на территории Беларуси. Создан в процессе реорганизации Всесоюзного совета евангельских христиан-баптистов на церковные объединения стран-бывших союзных республик СССР. По данным Союза ЕХБ, в 2003 году в него входили 293 церкви, в них 13778 членов.

## История
Идеи Реформации проникли из Чехии на территорию современной Беларуси ещё во времена Яна Гуса, когда местные жители услышали и восприняли проповедь друга и сторонника Яна Гуса — Иеронима Пражского. Спустя столетие здесь проповедовал знаменитый просветитель Франциск Скорина, благодаря его проповеди протестантское движение приобрело большой размах, однако спустя несколько десятилетий оно было задавлено Римской католической церковью в ходе Контрреформации.
Возрождение протестантизма в Беларуси связано с появлением здесь баптизма во второй половине XIX века. Его развитие проходило параллельно аналогичному процессу в России. После создания в СССР Всесоюзного совета евангельских христиан-баптистов, в него вошли евангельские церкви Белоруссии.
После создания ВСЕХБ, в 1944—1957 годах старшим пресвитером по Белоруссии служил Виктор Чечнев. Ему помогали областные старшие пресвитеры, которых было вначале 12 (по количеству областей), а затем — 6. С 1957 года по 1976 старшим пресвитером по республике был Константин Степанович Велисейчик. На его время выпала хрущёвская антирелигиозная кампания, в ходе которой церкви ВСЕХБ пережили разделение.
С 1977 года служение старшего пресвитера по Белоруссии совершал Иван Васильевич Букатый. Несмотря на трудности отношений со властью в этот период (1981 год) церковь в Минске смогла реконструировать свой молитвенный дом.
После распада СССР и последовавшей самоликвидации ВСЕХБ Союз ЕХБ Беларуси выделился в отдельную структуру, являясь, фактически, правопреемником ВСЕХБ в республике.
В 2007 году Союз пережил новое разделение: из него вышли 18 церквей и 1 миссионерская точка, создав альтернативное Объединение консервативных церквей евангельских христиан баптистов в Республике Беларусь. В настоящий момент это объединение включает 15 церквей.
Вышедшие из Союза церкви объяснили свои действия проникновением в церкви Союза «духа мира, харизматии, мирской музыки, кальвинизма, уклонением от библейских методов поклонения и отсутствием должной библейской оценки многим современным западным модернистским течениям, проникающим в церкви братства, отсутствием открытости, принятием в состав Союза харизматически настроенной церкви мессианских евреев, принятием совместных заявлений с харизматическими церквами, которые имеют ложное учение» и др.

## Входит
Союз ЕХБ РБ входит в:
- Евро-Азиатская федерация союзов евангельских христиан-баптистов
- Европейская баптистская федерация
- Всемирный баптистский альянс

## Руководство союза
В состав руководства входят: 
- Председатель Союза ЕХБ в РБ — епископ Михович Леонид Иванович
- Епископ, Крутько Виктор Никодимович
- Епископ, Синковец Николай Васильевич

## Цели и задачи союза
Основными целями деятельности Союза являются:
1. Распространение и проповедь Евангелия всем людям.
2. Воспитание верующих для достижения святости и христианского благочестия.
3. Духовно-нравственное просвещение и воспитание народа на основе христианского учения.
4. Реализация верующими единомышленниками своего права на свободное и совместное исповедание, исполнение и распространение евангельского учения.

Основными задачами деятельности Союза являются:
1. Общее руководство и координация деятельности религиозных общин, далее — «церквей» в пределах своей компетенции, оказание им помощи и организация новых церквей, миссий, учебных заведений и других организаций.
2. Подготовка и обучение служителей церкви, оказание методической и иной помощи церквам Союза в христианском обучении детей и взрослых.
3. Сохранение церквей Союза в чистоте евангельского учения.
4. Укрепление единства между членами Союза, развитие межцерковных связей и отношений с другими церквами.
5. Осуществление благотворительной деятельности и милосердия.
6. Издание и распространение среди населения Библий, духовной литературы, газет и журналов, аудио-видео-кино, компьютерной и другой электронной и печатной продукции христианского содержания.
7. Представительство и правовая защита интересов церквей и их членов по их просьбе в судах, государственных и негосударственных учреждениях и организациях.